# ヴァッレドーリア
ヴァッレドーリア（イタリア語: Valledoria）は、イタリア共和国サルデーニャ自治州サッサリ県にある、人口約4,300人の基礎自治体（コムーネ）。

## 地理

### 位置・広がり

#### 隣接コムーネ
隣接するコムーネは以下の通り。括弧内のOTはオルビア＝テンピオ県所属を示す。
- バデージ (OT)
- カステルサルド
- サンタ・マリーア・コギーナス
- セーディニ
- ヴィッダルバ